# Conceyu

Mapa amb els límits dels 78 conceyos del Principat d'Astúries.

Els conceyos (asturià) o concejos (castellà) són els municipis de la comunitat autònoma del Principat d'Astúries. En la constitució del Principat d'Astúries com a comunitat autònoma, el seu territori va quedar integrat pels termes municipals dels 78 concejos d'Astúries. El terme conceyu procedeix de la paraula llatina concilĭum, que significa reunió. El conceyu era l'assemblea de veïns, que en l'edat mitjana, participava en el govern i administració de ciutats, viles i parròquies, en la península Ibèrica.

## Legislació
L'apartat 1 de l'article 6 de l'Estatut d'Autonomia d'Astúries recull que els seus municipis rebran la denominació de conceyos, el seu nom tradicional:
| «                                              | El Principat d'Astúries s'organitza territorialment en municipis, que rebran la denominació tradicional de conceyos, i en comarques. | » |
| — Art. 6.1 de l'Estatut d'Autonomia d'Astúries | |   |

A diferència d'altres comunitats autònomes, el Principat d'Astúries no ha aprovat cap llei general d'administració local. En canvi sí compta amb lleis relatives a la creació de comarques, a la regulació de la demarcació territorial de termes municipals i al reconeixement de la personalitat jurídica de les parròquies rurals.

## Divisions
La parròquia ha estat la divisió geogràfica tradicional del territori del Principat d'Astúries, com en el cas de Galícia. Modernament parròquia és la denominació que reben les entitats col·lectives de població en aquestes dues comunitats autònomes. D'aquesta manera, la parròquia és una divisió demogràfica dels conceyos asturians. Les superfícies assignades a les parròquies manquen de caràcter oficial, al no haver estat realitzades per cap organisme competent.

## Agrupacions
Els 78 concejos asturians estan agrupats en la Federació Asturiana de Conceyos, una entitat amb plena i pública personalitat jurídica i sense ànim de lucre.
Així mateix alguns d'ells formen mancomunitats per a la prestació de serveis conjunts a tots els concejos que les formen.

## Geografia física
Els conceyos asturians tenen, de mitjana, una certa dimensió territorial i poblacional, en comparació de la resta dels municipis d'Espanya. No obstant això existeix una gran varietat entre ells mateixos, a causa dels seus diversos orígens i la seva evolució històrica.

### Superfície
Quant a la superfície, el conceyu mig asturià té una superfície de 136 km². Aquest valor duplica amb escreix la mitjana espanyola, 62 km², i és el segon valor més elevat d'Espanya, només per darrere de la Regió de Múrcia (251 km²).
La distribució no és uniforme, ja que hi ha 43 municipis que no aconsegueixen els 100 km², sent els més petits Muros i Noreña, que no aconsegueixen els 10 km². Per contra, el conceyu de Cangas del Narcea, té una superfície de 823 km² que rl converteixen en el vintè primer dels municipis espanyols per superfície.
Aquesta considerable grandària fa el nombre de municipis sigui inferior en comparació d'altres províncies. Així, la província de Barcelona amb una superfície menor a la d'Astúries té 311 municipis. I Salamanca, amb una superfície una mica superior a la d'Astúries gairebé quintuplica el nombre de municipis, amb 362.

### Població
Pel que fa a la població, la mitjana dels conceyos asturians estan molt per sobre de la mitjana espanyola quant a nombre d'habitants. La distribució és molt desigual, amb 4 municipis, Gijón, Oviedo, Avilés i Siero per sobre dels 50.000 habitants, que suposen, en conjunt, més la meitat de la població d'Astúries (2009).
Densitat d'assentament
Relacionat amb la seva superfície i amb el característic poblament disseminat del nord-oest peninsular els conceyos asturians tenen una de les densitats d'assentament més elevades d'Espanya, per darrere de Galícia. L'any 1986 hi havia 31.326 entitats a Galícia (49,75% del total d'Espanya) i 7.009 a Astúries (11,13%).
Astúries comptava l'any 2009 amb 6.943 entitats singulars de població el que significa una mitjana per concejo de 89 entitats. En conjunt equival a una entitat cada 1,53 km². Dins dels municipis asturians destaca Mieres amb 520 entitats de població, la qual cosa unit als seys 146,03 km² de superfície equivalen a 1 entitat cada 0,28 km².

## Història
Alguns conceyos, com Valdés o Siero, tenen el seu origen en els furs i cartes de poblament concedits pels monarques castellans i lleonesos, principalment Alfons IX de Lleó o Alfons X de Castella. En aquests documents reals es fixaven jurisdiccions o alfoces els límits del qual coincideixen amb els dels municipis actuals.
D'altra banda, en l'occident existeixen diversos conceyos, com Tapia de Casariego i Castropol, l'origen de la qual són bisbalies, jurisdiccions del senyoriu de l'Església d'Oviedo i els seus bisbes.
Més modernament, l'origen immediat d'alguns conceyos està en la segregació d'altres més grans.
Segons el cens de Floridablanca en 1787 hi havia 66 conceyos en el llavors denominat com a Principat d'Astúries, Corregiment d'Oviedo, Intendència de Lleó. Aquests 66 conceyos abastaven el territori modern del Principat d'Astúries, amb l'excepció dels actuals concejos d'El Valle Altu de Peñamellera, El Valle Baḥu de Peñamellera i Ribadedeva, integrats amb motiu de la divisió territorial d'Espanya de 1833. Dels conceyos actuals no apareixien:
- Tapia de Casariego i A Veiga, inclosos a Castropol;
- Villayón, inclòs a Navia;
- Cudillero, Muros i Soto del Barco, inclosos a Pravia;
- Castrillón i Illas, inclòs a Avilés;
- Noreña, inclòs a Siero;
- Degaña, inclòs a Ibias.
- Santo Adriano, inclòs a Proaza;
- Mieres, inclòs a Ḷḷena; i
- Samartín del Rei Aurelio, inclòs a Llangréu.

Per altra banda recull els conceyos ja desapareguts de:
- Ribera de Abajo, Tudela i Olloniego integrats a Oviedo; i
- Salime, integrat a Grandas de Salime.

En l'obra de Pascual Madoz Diccionario geográfico-estadístico-histórico de España y sus posesiones de Ultramar (1845-1850) l'aleshores anomenada provincia de Oviedo, con el título de Principado de Asturias apareix amb una divisió municipal consistent en 77 ajuntaments o conceyos. A aquesta enciclopèdia, els conceyos actuals que no apareixen són:
- Els d'El Valle Altu de Peñamellera i El Valle Baḥu de Peñamellera, que integraven el conceyu de Peñamellera;
- Tapia de Casariego inclòs a Castropol;
- Villayón, inclòs a Navia;
- Degaña, inclòs a Ibias.

Alhora, també continuen apareixent els de Ribera de Abajo i Tudela. També apareix el de Leitariegos, inclòs en el de Cangas de Tineo.
Des de la publicació del Madoz, l'última variació en el número de concejos al Principat d'Astúries fou en 1925, amb la integració del conceyu de Leitariegos al conceyu de Cangas del Narcea. D'aquesta manera es reduïen de 79 a 78.